# Robert Kauffman
Robert „Rob” Kauffman (ur. 22 października 1963 roku w Yonkers) – amerykański kierowca wyścigowy. Właściciel grupy Fortress Investment Group oraz od 2007 roku dyrektor zespołu Michael Waltrip Racing.

## Kariera
Kauffman rozpoczął karierę w międzynarodowych wyścigach samochodowych w 2010 roku od startów w FIA GT2 European Cup, w klasie GT2 Italian GT Championship oraz w klasie Super GT International GT Open. W FIA GT2 European Cup stanął na najniższym stopniu podium klasyfikacji generalnej. Z dorobkiem 2725 punktów uplasował się na trzeciej pozycji w klasyfikacji generalnej. W późniejszych latach Amerykanin pojawiał się także w stawce 24H Series, 24-godzinnego wyścigu Le Mans, GT Sprint International Series, FIA World Endurance Championship oraz Grand American Rolex Series.

## Wyniki w 24h Le Mans
| Rok  | Zespół           | Partnerzy                 | Samochód               | Klasa   | Okr. | Poz. | Klasa Pos. |
| ---- | ---------------- | ------------------------- | ---------------------- | ------- | ---- | ---- | ---------- |
| 2011 | AF Corse         | Michael Waltrip Rui Águas | Ferrari 458 Italia GTC | GTE Pro | 178  | NU   | NU         |
| 2012 | AF Corse Waltrip | Brian Vickers Rui Águas   | Ferrari 458 Italia GTC | GTE Am  | 294  | 31   | 6          |